# Mirco Gennari
Mirco Gennari (Città di San Marino, 29 marzo 1966) è un ex calciatore sammarinese, di ruolo difensore.

## Carriera

### Club
Ha indossato le maglie di Dogana, Domagnano, Cosmos, Juvenes/Dogana e La Fiorita. Nel luglio 2012 si ritira dall'attività agonistica.

### Nazionale
Ha debuttato in Nazionale nell'amichevole contro l'Italia il 19 febbraio 1992 terminata 4-0 per gli azzurri mentre la sua ultima apparizione internazionale risale alla sconfitta 5-0 subita dalla Svezia il 6 settembre 2003.
Con la maglia della Nazionale nelle 48 partite disputate ha ottenuto 46 sconfitte e due pareggi, il 10 marzo 1993 contro la Turchia e il 25 aprile 2001 in Lettonia.